# Luis Figueroa Mazuela
Luis Humberto Figueroa Mazuela (Valparaíso, 22 de junio de 1922-Estocolmo, 7 de septiembre de 1976) fue un dirigente sindical y político chileno, miembro del Partido Comunista (PC). Se desempeñó como presidente de la Central Única de Trabajadores de Chile (CUT) durante dos periodos consecutivos, entre 1965 y 1973. Simultáneamente ejerció como diputado de la República en representación de la 7ª Agrupación Departamental correspondiente a Santiago (1° distrito) desde 1969 hasta 1973; y como ministro de Trabajo y Previsión Social durante el gobierno del presidente socialista Salvador Allende, fungiendo desde septiembre de 1972 hasta julio de 1973.

## Primeros años
Nació en Valparaíso el 22 de junio de 1922, hijo de Daniel Figueroa Lainis y Rosa Mazuela. El 28 de junio de 1940 se casó con Ema del Carmen Gómez Berríos en La Calera.
Se desempeñó como obrero tipógrafo, su actividad sindical se inició en su gremio y posteriormente como presidente juvenil de la Confederación de Trabajadores de Chile (CTCH). Militante del Partido Comunista de Chile (PCCh) desde 1938 e integrante de su Comité Central.

## Trayectoria política
Fue secretario general de la Central Única de Trabajadores de Chile (CUT) entre 1962-1965, y presidente nacional de la CUT durante dos periodos desde 1965 hasta 1973. En las Elecciones parlamentarias de 1969, fue elegido como diputado por el primer distrito de la 7ª Agrupación Departamental (Santiago), por el periodo legislativo 1969-1973. Integró la Comisión Permanente de Relaciones Exteriores; y la de Trabajo y Seguridad Social.
Entre las mociones en que participó y que llegaron a ser ley de la República está la Ley N° 17.289 Aumenta los Recursos del Fondo de Revalorización de Pensiones (publicada en el Diario Oficial de 19 de febrero de 1970); y la Ley N° 17.423 que Modifica el Código del Trabajo (publicada en el Diario Oficial de 13 de abril de 1971).
Actuó simultáneamente junto al cargo de ministro del Trabajo y Previsión Social desde el 2 de noviembre de 1972, designado por el presidente de la República Salvador Allende. Fue destituido del cargo ministerial por una acusación constitucional el 20 de junio de 1973 por haber impedido la aplicación de la «ley laboral» a los trabajadores de la mina El Teniente, facilitando por ello su declaración de huelga indefinida.
Tras el golpe de Estado de 1973 fue detenido y en 1974 se exilió en Suecia. Durante la clandestinidad —a causa de la dictadura militar—, fue presidente del Comité Exterior de la CUT (CEXCUT) desde 1974 hasta su fallecimiento, víctima de una prolongada enfermedad en el Hospital de Estocolmo el 7 de septiembre de 1976.

## Historial electoral

### Elecciones parlamentarias de 1969
- Elecciones parlamentarias de 1969, candidato a diputado por la 7.ª Agrupación Departamental, Santiago.[3]

(Se consideran sólo diez primeras mayorías, sobre 18 diputados electos)